# Louis Abbiate
Louis Abbiate (parfois connu comme Luigi Abbiate) est un compositeur, violoncelliste et pédagogue monégasque, né à Monaco (Principauté de Monaco) le 4 janvier 1866, décédé à Vence (Alpes-Maritimes) le 23 juillet 1933.

## Biographie
Né dans une famille de musiciens (son père est corniste), devenu très jeune orphelin, Louis Abbiate est élevé par un oncle qui, après des premières études musicales (notamment de violoncelle) à Monaco, l'inscrit en 1879 au conservatoire de Turin (Italie), dont il ressort avec des prix de violoncelle et d'harmonie en 1882. Cette année-là, il intègre le Conservatoire de Paris où, entre autres, il parfait son apprentissage du violoncelle auprès d'Auguste-Joseph Franchomme, puis de Jules Delsart. En 1886, nanti des premiers prix de violoncelle et d'harmonie, il regagne Monaco, où il est embauché comme violoncelle solo de l'orchestre du Casino. Puis il retourne à Paris en 1891, où il obtient à l'Opéra-Comique le même poste, qu'il conserve jusqu'en 1894. Il entame alors une carrière internationale de violoncelliste virtuose (en France, Italie, Allemagne, Espagne, Angleterre, Russie et Suisse — il n'ira pas aux États-Unis —) ; de plus, au début des années 1900, il est violoncelle solo au sein de l'orchestre de la Scala de Milan, alors sous la direction d'Arturo Toscanini. Dans le même temps, il crée et anime une formation de quatuor à cordes sous le nom de Quatuor Abbiate et, en 1900, se fait remarquer comme pédagogue en publiant une Méthode complète du violoncelle. C'est pourquoi, en 1911, il accepte le poste de professeur-titulaire de la classe de violoncelle qui lui est proposé au Conservatoire de Saint-Pétersbourg et qu'il conserve jusqu'en 1919. Mais, à la suite de la révolution d'Octobre, il doit quitter précipitamment Saint-Pétersbourg (alors Pétrograd) en 1920, avec son épouse d'origine russe, laissant ses biens derrière lui. En 1922, ayant regagné Monaco où il se trouve alors dans une situation de grande précarité, il devient le premier directeur de l'École Municipale de Musique qui vient d'être créée (en 1956, elle prendra son nom actuel d’Académie de Musique - Fondation Prince Rainier III, abrégé Académie Rainier III), poste qu'il garde jusqu'à son décès en 1933.
Durant ses années d'activités, Louis Abbiate se consacre avec plus ou moins de bonheur à la composition : ainsi, son concerto pour violoncelle et orchestre, de 1895, connaît un échec cuisant lors de sa création parisienne en 1898, au point qu'il ne reviendra jamais plus à Paris. On lui doit des pièces pour piano (dont huit sonates), pour orgue, de la musique de chambre pour des formations diverses (dont deux quatuors à cordes), des mélodies et pièces chorales, ainsi que plusieurs œuvres faisant appel à l'orchestre (outre le concerto pré-cité, un concerto pour piano, une symphonie et des poèmes symphoniques, entre autres). Son vaste catalogue, comprenant cent-quinze numéros d'opus (op.), reste à ce jour dans l'attente d'une redécouverte, au disque comme au concert (malgré quelques disques microsillons non-réédités — voir le « lien externe » ci-dessous —).

## Compositions (sélection)

### Pièces pour piano
- Sonates :
  - no 1 op. 15
  - no 2 en mi majeur (p.1904)
  - no 3 Élégiaque en mi bémol mineur op. 34
  - no 4 Quasi sonatine op. 47
  - no 5 1914 op. 64
  - no 7 De Profundis en ut mineur op. 74
  - no 8 Liturgique en si bémol majeur op. 79

- Autres œuvres :
  - Toccata op. 39 (1897)
  - 3 Pièces op. 87 (1918)
  - 14 Préludes :
    - no 1 à 3, op. 78 / no 1 à 3 (1916)
    - no 4 à 6, op. 84 / no 1 à 3 (1917)
    - no 7 à 10, op. 97 / no 1 à 4 (1920)
    - no 11 à 14, op. 115 / no 1 à 4 (1929).

### Musique de chambre
- Œuvres pour violoncelle et piano :
  - Sonate no 1 en sol mineur op. 12 (1890 ; publication — pub. — 1901)
  - Sonate no 2 en ut majeur op. 39 (1920)
  - Suite no 1 op. 5 (pub. 1903)
  - Suite no 2 en ré mineur op. 16 (pub. 1907)
  - Sonatine no 1 op. 39
  - Sonatine no 2 op. 43
  - Sonatine no 3 op. 53
  - Sonatine no 4 op. 59
  - Sonatine no 5 op. 61 (pub. 1920)
  - Lamento op. 109 (pub. 1929)

- Œuvres pour violoncelle seul :
  - Nouvelle mèthode de violoncelle en deux parties (pub. 1901)
  - Préludes et Fugues, pour violoncelle seul (pub. 1901)
  - 13 Préludes-Études, pour violoncelle seul (pub. 1932)

- Autres œuvres :
  - Duetto pour orgue et violoncelle op. 99 (1928)
  - Trio avec piano en ut majeur op. 18 (pub. 1931)
  - Quatuor à cordes (no 1) en la majeur (op. ?)
  - Quatuor à cordes (no 2) en fa majeur op. 8 (pub. 1901)

### Œuvres pour orchestre
- Concertos :
  - pour violoncelle en ré mineur op. 35 (1895)
  - pour piano Concerto italien op. 96 (1922)

- Poèmes symphoniques :
  - La Voix du luthier de Crémone, avec violon solo
  - Les Elfes op. 7 (1887)
  - Illuminations op. 25 (pub. 1928)
  - Le Songe d'or op. 95

- Autres œuvres :
  - Monaencencis, Fantaisie avec piano op. 110 (1925)
  - Symphonie en ré majeur